# Raško Konjević
Raško Konjević, cyr. Рашко Коњевић (ur. 12 kwietnia 1979 w Zenicy) – czarnogórski polityk i ekonomista, poseł do Zgromadzenia Czarnogóry, w latach 2012–2016 i w 2022 minister, w 2022 również wicepremier, przewodniczący Socjaldemokratycznej Partii Czarnogóry (SDP).

## Życiorys
Absolwent wydziału ekonomicznego Uniwersytetu Czarnogóry. W trakcie studiów pracował w dzienniku „Vijesti”. Później był zatrudniony w administracji parlamentu i jako nauczyciel akademicki. Zaangażował się w działalność polityczną w ramach Socjaldemokratycznej Partii Czarnogóry. W 2007 dołączył do władz krajowych tego ugrupowania, a później objął funkcję wiceprzewodniczącego partii.
W 2009 po raz pierwszy wybrany do Zgromadzenia Czarnogóry. Mandat uzyskiwał także w wyborach w 2012, 2016 i 2020. W latach 2012–2016 był ministrem spraw wewnętrznych. W 2016 sprawował urząd ministra finansów. W 2021 został nowym przewodniczącym SDP. Kierował tym ugrupowaniem do 2023.
W kwietniu 2022 objął funkcje wicepremiera do spraw politycznych oraz ministra obrony w rządzie Dritana Abazovicia. W październiku tegoż roku odwołany z tych stanowisk na wniosek premiera.